# Lac de Darbon
Pour les articles homonymes, voir Darbon (homonymie).
Le lac de Darbon se trouve en Haute-Savoie sur la commune de Vacheresse, dans le Chablais français, en région Auvergne-Rhône-Alpes.
C'est un petit lac de montagne, d'une surface de deux hectares environ, situé à 1 813 mètres d'altitude, au sud-est des sommets de la Dent d'Oche et du Château d'Oche.